# Rapha
Rapha (auch: Rafa) ist eine Person aus dem Alten Testament der Bibel. Er ist der Vater einiger riesenhaften Philister, die in Gat(h) geboren wurden und sich am Kampf der Philister mit David und seinen Knechten beteiligten. Nach ihrem Vater werden sie Rafaiter genannt.

## Geschichte
Die Überlieferung aus dem 2. Buch Samuel berichtet von ständigen Kämpfen der Israeliten gegen die Philister zur Zeit Davids. Dabei seien einige riesige Männer unter den Philistern gewesen. Die Helden Davids hätten diese jedoch besiegt.
Die Rafaiter („Söhne Raphas“), welche mit Davids Anhängern kämpften und von ihnen getötet wurden, waren:
- Jischbi-Benob („Jischbi aus Nob“) (2 Sam 21,16 EU): Das Gewicht seiner Lanzenspitze habe dreihundert Schekel Bronze gewogen. Abischai, der Sohn der Zeruja, habe ihn getötet.
- Saph (auch Sippai oder Saf) (2 Sam 21,18 EU): Er wurde von Sibbechai aus Huscha erschlagen.
- Goliat(h) aus Gat(h) (2 Sam 21,19 EU): Es heißt, der Schaft seines Speeres sei wie ein Weberbaum gewesen. Er wurde erschlagen von Ellhanan (Elchanan), den Sohn des Jaare-Oregim.
- Lachmi, der Bruder Goliaths (1 Chr 20,5 EU): Er wurde von Elchanan, dem Sohn Jairs, erschlagen.
- Ein Mann „von großer Länge“ mit sechs Fingern an den Händen und sechs Zehen an den Füßen (Polydaktylie; sein Name wird nicht genannt) (2 Sam 21,20 EU) und  (1 Chr 20,6 EU): Erschlagen wurde er von Jonathan, dem Sohn von Davids Bruder Schimea.